# 英宰
崔英宰（： Choi Young-jae，2005年5月31日—），藝名為YOUNGJAE（韓語：영재），韓國歌手。 為HYBE旗下公司PLEDIS娛樂推出的男子音樂團體TWS成員，亦為年紀排行第三的成員，在團內擔任副舞、主唱。2024年1月22日，透過迷你專輯《Sparkling Blue》在韓國出道。

## 生涯

### 出道前
2005年5月31日出生於韓國慶尚南道金海市，家庭成員有父母及大4歲的哥哥和小6歲的妹妹。名字崔英宰（韓語：최영재），由具有傑出意思的「英」及具有治理意思的「宰」組成，有傑出的治理者之意。2024年2月8日畢業於蠶新高等學校。
英宰從九歲開始就讀舞蹈學院。他從小就很喜歡跳舞和唱歌，國中開始，他每年都會加入舞蹈社團，每到舉行慶典或活動的時候，都會與朋友們一起準備表演。國中的時候，為了和朋友們聯繫註冊了Instagram帳號，只上傳了日常照片和朋友們拍的照片，但過了一兩個月後，有包括SM娛樂等許多經紀公司通過私訊聯絡他，但英宰非常欣賞PLEDIS娛樂的前輩SEVENTEEN，也把他們當作目標和榜樣，因此吸引他最終選擇到PLEDIS娛樂試鏡，同時唱跳NCT DREAM的〈Chewing Gum〉並通過成為練習生。因此，在發行第二迷你專輯《SUMMER BEAT!》時，英宰也感謝前輩SEVENTEEN總是熱情地對待他，對每一個人都不吝啬建議，對這次的專輯的準備也有很大的幫助。

### 2024年至今：TWS時期
2024年1月2日，發行出道單曲《Oh Mymy : 7s》。後於1月3日，發布個人影片公布及介紹成員，英宰是團體中第三位公開的成員。
2024年1月22日，透過發行首張迷你專輯《Sparkling Blue》於韓國正式出道。。
2024年6月24日，透過發行第二張張迷你專輯《SUMMER BEAT!》進行首次回歸。英宰在發布會時，對於他們已擁有一群粉絲還是不敢相信，並感謝粉絲支持。而被問到是否感到負擔，英宰則認為是愉快的責任感，並盡了最大努力準備。
2024年6月28日，英宰與申惟搭檔洪恩採，擔任《音樂銀行》特別MC，是他首次主持節目。
2024年10月24日，發佈翻唱日本搖滾樂團Yorushika的歌曲〈左右盲〉，是英宰個人首次完整翻唱歌曲，也是團體中第三位發佈翻唱歌曲的成員。
2024年11月25日，透過發行第一張單曲專輯《Last Bell》進行出道後第二次回歸。

## 音樂作品
— 所屬團體之作品請參閱 TWS (團體)#音樂作品。

### 翻唱歌曲
| 年份   | 發佈日期 | 歌曲名稱   | 原唱歌手  | 參考   |
| 2024年 | 10月24日 | 〈左右盲〉 | Yorushika | [ 23 ] |

## 媒體作品
— 所屬團體之作品請參閱 TWS (團體)#媒體作品。

### 特別主持
| 年份   | 播放日期 | 電視台 | 節目名稱     | 合作藝人     | 備註   |
| 2024年 | 6月28日  | KBS2   | 《音樂銀行》 | 申惟、洪恩採 | 特別MC |

## 獎項與榮譽
— 所屬團體之獎項請參閱 TWS (團體)#獎項與榮譽。

## 外部連結
- 官方网站